# 함병선

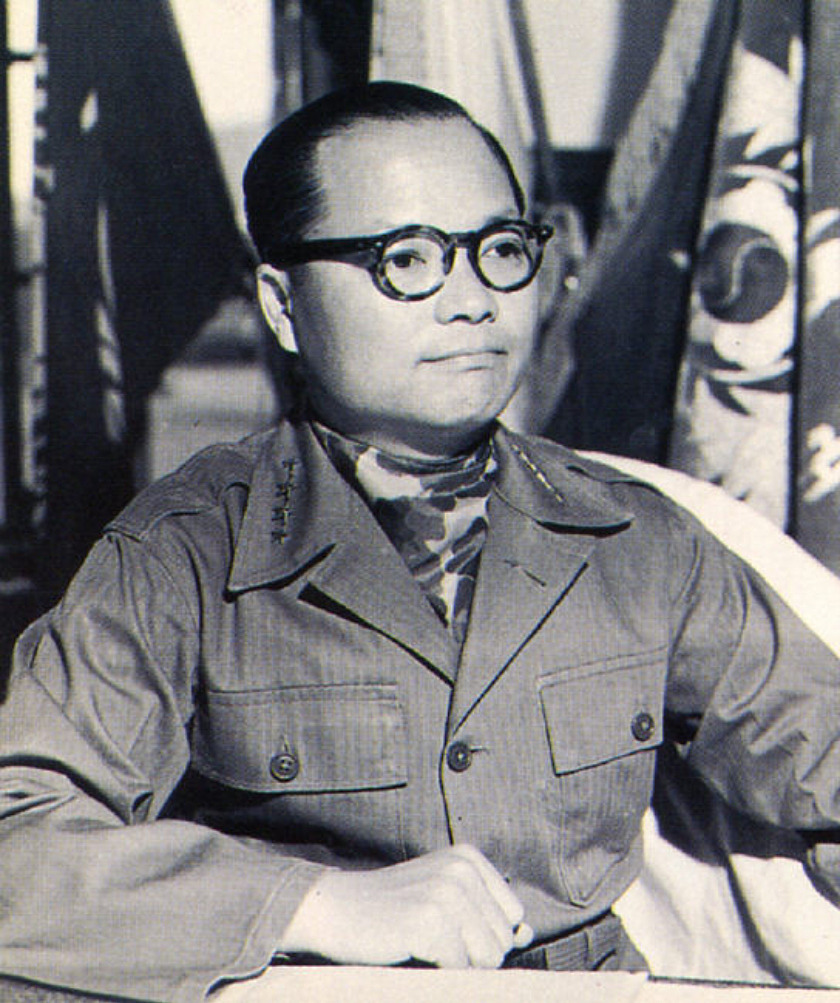
함병선 장군의 군 시절
직속 상관이었던
예비역 대한민국 육군 대장
이형근 前 대한민국 연합참모총장

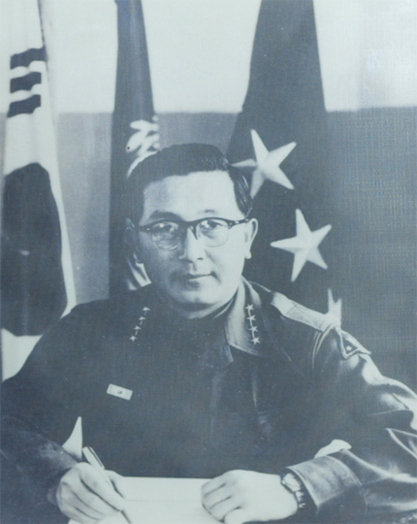
함병선 장군의 군 시절
직속 상관이었던
예비역 대한민국 육군 대장
정일권 前 대한민국 육군참모총장

함병선(咸炳善, 1920년 5월 30일~2001년 2월 5일)은 대한민국의 군인, 정치인이다.

## 생애
평안남도 대동에서 출생하여 지난날 한때 직계 일족들과 함께 일본 오사카에서 잠시 유아기를 보낸 적이 있는 그는 1922년 직계 일족들과 함께 일제 강점기 조선국 평안남도 평양으로 귀국 후 1938년에 평양고보 중퇴를 하였으며 같은 해 1938년 일본군 예하 조선인 지원병 1세대로써 입대하였고 그 후 일본군 준위 시절에 일제 패망을 목도하였으며 그 후 미군정 관련 영역으로 들어왔다. 1946년 1월 15일 군사영어학교 1기생으로 입교하여 육군 소위 임관하였다. 그의 군사영어학교 동기로는 박기병 예비역 육군 소장을 비롯하여 훗날 모두 그의 직속 상관이 된 이형근, 정일권, 백선엽, 유재흥, 민병권, 박병권, 이한림, 민기식 등의 예비역 육군 장성 출신이 있었다.
현역 육군 장성 시절에는 역시 현역 영관 장교 시절의 이창선 예비역 중령과 이건영 예비역 중장 등에게 현역 군 직속 상관이었던 그는 대한민국 육군 소장 계급에 있었던 1954년 7월 18일을 기하여 대한민국 육군 제2훈련소장 직책에 보임되었으며 이 직책에 재직 중이던 1955년 1월 23일을 기하여 대한민국 육군 중장 진급한 그는 1955년 5월 11일을 기하여 대한민국 육군 제2군단장에 전보되었다. 그 후 대한민국 육군본부 기획참모부장 전보를 거쳐 대한민국 육군본부 작전참모부장 직책을 지냈으며 훗날 대한민국 국방연구원 예하 부원장 및 육군 중장 시절 3·15와 4·19를 목도한 그는 1년 후 대한민국 국방대학교 총장(육군 중장 계급) 직위로 재직 중이던 1961년 5·16 군사정변을 목도하였는데 당시 그는 국가재건최고회의 기획위원장 직위로 전보되었지만 결국 1961년 7월 4일을 기하여 육군 중장으로 강제 예편되었다.
그 후 제3공화국 정권으로부터 잠시 중용되어 민주공화당 당무위원을 잠시 지냈으며 제5공화국 시절에는 한국국민당 최고위원 겸 당무위원을 지내다가 그만두었고 그 후 신민주공화당 최고위원 겸 당무위원, 자유민주연합 고문 겸 최고위원을 거쳐 신한국당 고문 등을 각각 잠시 지냈으며 신한국당 고문을 지내다가 결국 1996년 2월 29일을 기하여 신한국당 탈당 선언하였으니 신한국당 입당을 한지 1개월만의 탈당이었다.
그 후 2001년 2월 5일을 기하여 별세한 그의 유해는 대한민국 국립 대전현충원에 안장되어 있다.

## 학력
- 평안남도 평양종로보통학교 졸업(1933년)
- 평안남도 평양고등보통학교 중퇴(1938년)
- 일본 육군보병학교 졸업(1939년)
- 대한민국 군사영어학교 1기(1946년)
- 통위부 보병학교 졸업(1947년)
- 조선경비보병학교 졸업(1948년)
- 대한민국 육군보병학교 졸업(1949년)
- 미국 육군지휘참모대학교 졸업(1953년)
- 대한민국 국방대학교 행정학사 1기(1956년)